# Ash Taylor
Ashton Jon Taylor, detto Ash (Bromborough, 2 settembre 1990), è un calciatore gallese, difensore del FCB Magpies.

## Carriera

### Club
Ha giocato nella prima divisione scozzese, irlandese e gibilterriana.

### Nazionale
Ha giocato nelle nazionali giovanili gallesi Under-19 ed Under-21.

## Palmarès

### Club

#### Competizioni nazionali
- Scottish Championship: 1

Kilmarnock: 2021-2022
- Rock Cup: 1

FCB Magpies: 2024-2025